# Château-Larcher
Château-Larcher är en kommun i departementet Vienne i regionen Nouvelle-Aquitaine i västra Frankrike. Kommunen ligger i kantonen Vivonne som tillhör arrondissementet Poitiers. År 2022 hade Château-Larcher 1 046 invånare.

## Befolkningsutveckling
Antalet invånare i kommunen Château-Larcher
| Referens: INSEE |